# 山口大学工業短期大学部
山口大学工業短期大学部（やまぐちだいがくこうぎょうたんきだいがくぶ、英語: Technical College, Yamaguchi University）は、山口県宇部市常盤台2557に本部を置いていた日本の国立大学である。1953年に設置され、1993年に廃止された。大学の略称は山大工短。

## 概要

### 大学全体
- 山口県宇部市に所在した日本の国立短期大学。
- 山口大学工学部の付設される形で1953年に開学。設置当初は、2学科のみだったが順次学科増設され最終的には5学科まで発展した。
- 1990年度の入学生を最後に[注釈 2]、1993年に短期大学としての使命を終える[注釈 3]。

### 学風および特色
- 山口大学工業短期大学部は勤労の傍らで学業に勤しむ人々に大学教育を開放することのねらいから夜間部が置かれていた。
- 開学当初は、9月に学生募集されていた。

## 沿革
- 1953年
  - 8月1日 左記を以て文部省[注 1]より山口大学工業短期大学部の設置が認可される[注 2]。
    - 機械科第二部 入学定員30名
    - 工業化学科第二部 入学定員30名
- 1954年
  - 5月1日 学生数[6]/定員
    - 機械科第二部 68[注釈 4]/60
    - 工業化学科第二部 56[注釈 5]/60
- 1955年
  - 4月1日 以下、入学定員を増員する[注 3]
    - 機械科第二部 30→40
    - 工業化学科第二部 30→40
- 1958年
  - 5月1日 学生数[9]/定員
    - 機械科第二部 125[注釈 5]/120
    - 工業化学科第二部 88[注釈 5]/120
- 1965年
  - 4月1日 以下の学科を増設する[10]。
    - 電気科第二部 入学定員40名

  - 5月1日 学生数[11]/定員
    - 機械科第二部 129[注釈 5]/120
    - 工業化学科第二部 128[注釈 4]/120
    - 電気科第二部 43[注釈 5]/40
- 1966年
  - 4月1日 以下の学科を増設する[12]。
    - 土木科第二部 入学定員40名

  - 5月1日 学生数[13]/定員
    - 機械科第二部 129[注釈 5]/120
    - 工業化学科第二部 126[注釈 5]/120
    - 電気科第二部 78[注釈 5]/80
    - 土木科第二部 36[注釈 5]/40
- 1967年
  - 5月1日 学生数[14]/定員
    - 機械科第二部 131[注釈 5]/120
    - 工業化学科第二部 119[注釈 4]/120
    - 電気科第二部 111[注釈 5]/120
    - 土木科第二部 75[注釈 5]/80
- 1968年
  - 5月1日 学生数[15]/定員
    - 機械科第二部 133[注釈 5]/120
    - 工業化学科第二部 125[注釈 5]/120
    - 電気科第二部 114[注釈 5]/120
    - 土木科第二部 108[注釈 5]/120
- 1969年
  - 4月1日 以下学科名の変更あり[注 4]。
    - 機械科→機械工学科
    - 電気科→電気工学科
    - 土木科→土木工学科
- 1974年
  - 4月1日 以下の学科を増設する[17]
    - 情報処理工学科第二部 入学定員40名[注 5]
- 1975年
  - 5月1日 学生数[19]/定員
    - 機械工学科第二部 159[注釈 5]/120
    - 工業化学科第二部 136[注釈 5]/120
    - 電気工学科第二部 154[注釈 5]/120
    - 土木工学科第二部 155[注釈 6]/120
    - 情報処理工学科第二部 83[注釈 5]/80
- 1976年
  - 5月1日 学生数[20]/定員
    - 機械工学科第二部 162[注釈 5]/120
    - 工業化学科第二部 149[注釈 4]/120
    - 電気工学科第二部 156[注釈 4]/120
    - 土木工学科第二部 161[注釈 4]/120
    - 情報処理工学科第二部 106[注釈 5]/120
- 1977年
  - 5月1日 学生数[21]/定員
    - 機械工学科第二部 153[注釈 5]/120
    - 工業化学科第二部 138[注釈 4]/120
    - 電気工学科第二部 136[注釈 4]/120
    - 土木工学科第二部 133[注釈 5]/120
    - 情報処理工学科第二部 106[注釈 6]/120
- 1985年
  - 5月1日 学生数[22]/定員
    - 機械工学科第二部 132[注釈 5]/120
    - 工業化学科第二部 44[注釈 5]/120
    - 電気工学科第二部 139[注釈 4]/120
    - 土木工学科第二部 124[注釈 4]/120
    - 情報処理工学科第二部 106[注 6]/120
- 1986年
  - 5月1日 学生数[23]/定員
    - 機械工学科第二部 139[注釈 5]/120
    - 工業化学科第二部 75[注釈 4]/120
    - 電気工学科第二部 130[注釈 4]/120
    - 土木工学科第二部 131[注釈 6]/120
    - 情報処理工学科第二部 147[注 7]/120
- 1987年
  - 5月1日 学生数[24]/定員
    - 機械工学科第二部 145[注釈 5]/120
    - 工業化学科第二部 105[注釈 5]/120
    - 電気工学科第二部 128[注釈 5]/120
    - 土木工学科第二部 141[注釈 7]/120
    - 情報処理工学科第二部 144[注 8]/120
- 1990年
  - 4月1日 この年度で短期大学としての学生募集を最終とする[注釈 2]。
  - 5月1日 学生数[25]/定員
    - 機械工学科第二部 130[注釈 4]/120
    - 工業化学科第二部 103[注釈 7]/120
    - 電気工学科第二部 122[注釈 6]/120
    - 土木工学科第二部 120[注釈 4]/120
    - 情報処理工学科第二部 127[注 9]/120
- 1991年
  - 5月1日 学生数[26]/定員
    - 機械工学科第二部 74[注釈 5]/80
    - 工業化学科第二部 71[注釈 6]/80
    - 電気工学科第二部 70[注釈 6]/80
    - 土木工学科第二部 75[注釈 4]/80
    - 情報処理工学科第二部 80[注 10]/80
- 1992年
  - 5月1日 学生数[27]/定員
    - 機械工学科第二部 33[注釈 5]/40
    - 工業化学科第二部 37[注釈 5]/40
    - 電気工学科第二部 46[注釈 4]/40
    - 土木工学科第二部 37[注釈 5]/40
    - 情報処理工学科第二部 45[注 11]/40
- 1993年
  - 3月31日 左記をもって正式に廃止となる[注釈 3]。

## 基礎データ

### 所在地
- 山口県宇部市常盤台2557[注釈 1]

### 象徴
- 山口大学工業短期大学部のカレッジマークは右記資料にあり[注 12]。

## 教育および研究

### 組織

#### 学科
- 機械工学科第二部[注釈 8]
- 工業化学科第二部[注釈 8]
- 電気工学科第二部[注釈 8]
- 土木工学科第二部[注釈 8]
- 情報処理工学科第二部[注釈 8]

#### 専攻科
- なし

#### 別科
- なし

#### 取得資格について
- 測量士補資格：土木工学科
- 中学校教諭二級免許状（技術）
  - 全学科[注 13]

#### 附属機関
- なし

### 研究
- 『画素時系列の相互相関解析を利用した動画像処理による三次元情報計測の試み』[32]

## 大学関係者と組織

### 大学関係者一覧
歴代学長
- 松山基範
- 田中晃
- 市川禎治
- 力武一郎
- 中村正二郎
- 小西俊造
- 粟屋和彦
- 三分一政男
- 村上悳

## 施設

### キャンパス
- 設備：工学部と共同使用となっていた。

## 対外関係

### 系列校
- 山口大学医療技術短期大学部
- 宇部工業短期大学 - 独立系の国立短大（現在の宇部工業高等専門学校）

## 卒業後の進路について

### 就職について
- 勤労しながら学業に励む人が多く、卒業後も現職を継続する人が多かったものとみられる。

### 編入学･進学実績
- 山口大学工学部への編入学制度があった。

## 関連サイト
- 山口大学